# Liste de biologistes
Cette liste, non-exhaustive, rassemble des biologistes, classés par ordre chronologique de naissance.

## Nés avant ou durant le premier millénaire
- Aristote, (-384 - -322), philosophe et savant grec
- Théophraste (-371 - -288), philosophe et botaniste grec
- Pline l'Ancien, (23 - 79), initiateur des sciences naturelles descriptives
- Claude Galien, (131 - 201), médecin et anatomiste

## Nés auXVIesiècle
- André Vésale, (1514 - 1564), médecin et anatomiste belge, fossoyeur du galénisme et fondateur de l'anatomie moderne
- René Descartes, (1596 - 1650), philosophe, mathématicien et physicien français

## Nés auXVIIesiècle
- Francesco Redi (1626-1697), parasitologiste italien
- Marcello Malpighi, (1628 - 1694), médecin italien, fondateur de l'histologie
- Antoni van Leeuwenhoek (1632-1723), pionnier néerlandais de la microscopie
- Robert Hooke (1635-1703), pionnier anglais de la micrographie
- Jan Swammerdam (1637-1680), pionnier néerlandais de la microscopie
- Nehemiah Grew (1641-1712), pionnier anglais de la microscopie
- René-Antoine Ferchault de Réaumur (1683-1757), savant et naturaliste français

## Nés auXVIIIesiècle
- Buffon, (1707 - 1788), auteur de l’Histoire Naturelle
- Carl von Linné, (1707 - 1778), botaniste suédois, concepteur du système général de classification naturelle
- Pierre Lyonnet (1708-1789), naturaliste néerlandais
- Abraham Trembley (1710-1784), naturaliste genevois
- Denis Diderot, (1713 - 1784), rédacteur de l’Encyclopédie
- Charles Bonnet (1720-1793), naturaliste genevois
- Lazzaro Spallanzani (1729-1799), naturaliste italien
- Peter Simon Pallas (1741-1811), naturaliste allemand
- Jean-Baptiste Lamarck, (1744 - 1829), fondateur des bases des théories de l'évolution
- Georges Cuvier, (1769 - 1832), inventeur de l'anatomie comparée
- Étienne Geoffroy Saint-Hilaire (1772-1844), naturaliste français
- Karl Ernst von Baer (1792-1876), embryologiste russe

## Nés auXIXesiècle
- Leopold Fitzinger, (1802 - 1884), zoologiste autrichien
- Matthias Jakob Schleiden (1804-1881), botaniste allemand, cofondateur de la théorie cellulaire
- Charles Darwin, (1809 - 1882), naturaliste britannique, inventeur de la théorie de la sélection naturelle
- Theodor Schwann (1810-1882), cytologiste allemand, cofondateur de la théorie cellulaire
- Claude Bernard, (1813 - 1878), développeur de la méthodologie expérimentale
- Rudolf Virchow (1821-1902), cytologiste allemand
- Johann Gregor Mendel, (1822 - 1884), moine et botaniste autrichien
- Louis Pasteur, (1822 - 1895), découvreur de l'existence des micro-organismes
- Johann Friedrich Theodor Fritz Müller (1822-1897), naturaliste allemand
- Alfred Russel Wallace (1823-1913), naturaliste britannique, inventeur de la théorie de la sélection naturelle
- Jean-Henri Fabre, (1823 - 1915), entomologiste français, père de l'éthologie
- Marcellin Berthelot, (1827-1907) biologiste et chimiste français, philosophe et historien
- Ernst Haeckel (1834-1919), biologiste allemand
- George John Romanes (1848-1894), naturaliste britannique
- Laurent Chabry, (1855 - 1894), découvreur du mécanisme de double équilibre chez les coléoptères
- Adrien Dollfus, (1858 - 1921), zoologiste français
- D'Arcy Thompson (1860-1948), biomathématicien écossais
- Thomas Hunt Morgan, (1866 - 1945), généticien américain
- Jules Bordet, (1870 - 1961), microbiologiste et immunologue belge
- Félix d'Hérelle, (1873 - 1949), bactériologiste, découvreur du bactériophage
- Édouard Chatton (1883-1947), biologiste français
- Ludwik Hirszfeld, (1884 - 1954), microbiologiste et sérologiste polonais, codécouvreur du système ABO
- Karl von Frisch (1886-1982), biologiste autrichien, lauréat en 1973 du Prix Nobel de physiologie ou médecine
- Jean Rostand, (1894 - 1977), biologiste, humaniste et historien des sciences français
- Pierre-Paul Grassé (1895-1985), biologiste français
- André Boivin (1895-1949), biologiste français
- Cornelis B. Van Niel (1897-1985), microbiologiste néerlandais

## Nés auXXesiècle
- Herbert Copeland (1902-1968), biologiste américain
- André Lwoff (1902-1994), microbiologiste français, lauréat en 1965 du Prix Nobel de physiologie ou médecine
- Théodore Monod (1902-2000), biologiste et naturaliste français
- Konrad Lorenz, (1903-1989), biologiste autrichien, zoologiste et considéré comme le fondateur de l'éthologie, lauréat en 1973 du Prix Nobel de physiologie ou médecine.
- Étienne Wolff (1904-1996), embryologiste français
- Ernst Mayr, (1904-2005), biologiste américain, zoologiste et spécialiste de l'évolution
- Maurice Fontaine (1904-2009), biologiste français
- Nikolaas Tinbergen (1907-1988), biologiste néerlandais, lauréat en 1973 du Prix Nobel de physiologie ou médecine
- Andrée Tétry (1907-1992), biologiste française
- Jacques Monod, (1910-1976), biologiste et biochimiste français, lauréat en 1965 du Prix Nobel de physiologie ou médecine
- Salvador Luria (1912-1981), microbiologiste américain, lauréat en 1969 du Prix Nobel de physiologie ou médecine
- Henri Laborit, (1914-1995), biologiste et philosophe du comportement animal et humain
- Jonas Salk, (1914-1995), médecin américain, découvreur du vaccin contre la polio
- Manfred Gabe (1916-1973), histologiste français
- Roger Stanier (1916-1982), microbiologiste canadien
- Francis Crick, (1916-2004), biologiste moléculaire britannique, codécouvreur de la structure de l'ADN, lauréat en 1962 du Prix Nobel de physiologie ou médecine
- Maurice Wilkins (1916-2004), biologiste moléculaire néo-zélandais, lauréat en 1962 du Prix Nobel de physiologie ou médecine
- Denham Harman, (1916-2014), père de la théorie du vieillissement par le stress oxydatif
- Christian de Duve (1917-2013), biologiste belge, lauréat en 1974 du Prix Nobel de physiologie ou médecine
- Rosalind Elsie Franklin, (1920-1958), biologiste moléculaire britannique, première diffraction au rayon X de l'ADN ayant permis la découverte de sa structure
- Robert H. Whittaker (1920-1980), écologue américain
- François Jacob, (1920-2013), biologiste français, récompensé en 1965 du Prix Nobel de physiologie ou médecine pour ses travaux en génétique
- John O. Corliss (1922-2014), microbiologiste américain
- Carl Woese (1928-2012), microbiologiste américain
- James Dewey Watson, (1928-), biologiste moléculaire américain, codécouvreur de la structure de l'ADN, lauréat en 1962 du Prix Nobel de physiologie ou médecine
- Edward Osborne Wilson, (1929-), entomologiste et biologiste américain
- Nicole Le Douarin (1930-), embryologiste française
- Dian Fossey, (1932-1985), primatologue américaine
- Jane Goodall (1934-), primatologue britannique
- Sylvia Earle (1935-),  biologiste marine et aquanaute américaine.
- Lynn Margulis (1938-2011), microbiologiste américaine
- Stephen Jay Gould, (1941-2002), paléontologue américain
- Richard Dawkins, (1941-), évolutionniste et éthologiste anglais
- Marcus Pembrey (1943-), généticien britannique
- George E. Fox (1945-), microbiologiste américain
- Dominique Costagliola (1954-), biomathématicienne française
- William Newsome, (1961-), neuroscientifique américain
- Elisabeth Bik (1966-), microbiologiste néerlandaise
- Claire Rougeulle, généticienne française, médaille d'argent du CNRS (2019)
- Christian Drosten (1972-), virologue allemand, co-découvreur du SARS-CoV
- Victoria Cowling, biologiste anglaise
- Alice Mouton (1983-), biologiste belge